# Скрабъл
Скрабъл (на английски: Scrabble, буквално „драсканица“) е игра на дъска, при която трябва да се съставят думи от отделни букви.
Играе се от 2 до 4 души върху табло с размери обикновено 15 на 15 квадрата. Използват се плочки, върху които има написана буква от азбуката, както и броят точки, които тя носи на този, който я е поставил върху таблото. Целта на играта е да се състави дума от плочките, които държи всеки играч, като в същото време думата се съчетае с някоя или някои от думите от таблото.

## Основни правила
Всички плочки, използвани в кръг на играта, трябва да бъдат поставени в редица вертикално или хоризонтално. Започва се от средата на дъската.
Разрешени за използване са всички думи, включени в официалните български тълковни речници, освен онези, които се пишат с начална главна буква, съкращения, представки, наставки, както и думи, които изискват използването на апострофи и тирета. Чужди думи, включени в официално признатите български тълковни речници, се смятат за възприети в българския език и са разрешени за използване.
Всеки играч, който изиграе всичките си 7 плочки в един кръг, получава бонификация от 50 точки, които прибавя към точките, които е получил за този кръг.
Ако плочките се допират до други плочки в съседни редици, те трябва да образуват завършени думи с всички такива плочки, също както в кръстословиците.
Има 5 различни начина да се образуват нови думи:
1. Да се добавят една или повече плочки в началото или в края на дума, която вече е играна, или в началото и в края на тази дума.
Напр. от КВАДРАТ се образува КВАДРАТЕН
2. Поставяне на дума под прав ъгъл спрямо дума, която вече е играна:
Напр. Към Т на КВАДРАТЕН се добавя ИГАН и се получава ТИГАН
3. Поставяне на дума паралелно на дума, която вече е играна, така че прилежащите плочки също да образуват завършени думи:
Напр. Под КВАДРАТЕН се долепя ЕРИ и се образуват думите РЕ, АР и ТИ
4. Новата дума също може да добавя буква към съществуваща дума.
Напр. Образува се РАНИ, така че да добавя И към КВАДРАТ и се получава думата КВАДРАТИ
5. Прави се мост между две или повече от играните букви:
Напр. УП, ТРЕ, А се поставят между О и Б, които вече са играни и се получава УПОТРЕБА.

## Особени случаи
1. Ако някоя плочка се допре до друга плочка в съседен ред или колона, тя трябва да влиза в състава на цяла дума, с всички такива плочки, както в кръстословиците.
2. Една дума може да се удължи и от двата края в рамките на един и същ ход, напр. НАЛИ в АНАЛИЗ.
3. Всички плочки, изиграни в рамките на един ход, трябва да се поставят в непрекъсната редица вертикално или хоризонтално.
4. Не се разрешава да се прибавят плочки към различни думи (освен когато става дума за свързване на две думи от един ред или колона, като например КОН-ТРОЛ-НО) или да се образуват думи в различни части на дъската за игра в рамките на един и същи ход.
5. Бонификациите за всяко поле се отнасят само за кръга, в който те са попълнени за първи път.
6. Когато в рамките на един и същи ход се образува повече от една дума, се изчисляват точките на всяка дума. Общите нови букви се броят (с пълна бонификационна стойност, когато се намират върху квадратчета с бонификации) в точките за всяка отделна дума.
7. Когато се постави празна плочка върху червено квадратче за удвояване или утрояване на дума, сумата от точките за думата се удвоява или утроява, независимо, че празната плочка не носи точки. Когато се постави празна плочка върху синьо квадратче за удвояване или утрояване на буква, стойността на празната плочка остава нула.
8. Една и съща дума може да бъде играна повече от един път в рамките на една игра.
9. Разрешени са думи в множествено число.
10. Думите се четат от горе надолу и от ляво надясно.